# Municipio de Angangueo
El municipio de Angangueo es uno de los 113 municipios en que se divide el estado mexicano de Michoacán de Ocampo. Forma parte de la región socioeconómica 4. Oriente.

## Toponimia
El nombre Angangueo tiene distintas interpretaciones: ‘a la entrada de la cueva’, ‘cosa muy alta’ o ‘dentro del bosque’. Cecilio Robelo, en su obra Toponimia Tarasco-Hispano-Nahoa indica que proviene del purépecha y se traduce como ‘en la puerta de la cueva’.

## Geografía
Angangueo se encuentra localizado en el este del estado de Michoacán. Tiene una extensión de 76,11 km², que representan el 0.14 % del territorio estatal.
Limita al norte con el municipio de Senguio y el estado de México; al este con el estado de México y el municipio de Ocampo; al sur con el municipio de Ocampo; al oeste con los municipios de Ocampo y Aporo.
Según la clasificación climática de Köppen el clima de Angangueo corresponde a la categoría Cwb, (templano subhúmedo de montaña con invierno seco y verano suave).

## Población
Cuenta con 10 892 habitantes lo que representa un incremento promedio de 0.12 % anual en el período 2010-2020 sobre la base de los 10 768 habitantes registrados en el censo anterior. Ocupa una superficie de 76.84 km², lo que determina al año 2020 una densidad de 141,8 hab/km².
| Gráfica de evolución demográfica de Municipio de Angangueo entre 2000 y 2020 |
|                                                                              |
| Fuente: Instituto Nacional de Estadística Geografía e Informática            |

En el año 2010 estaba clasificado como un municipio de grado medio de vulnerabilidad social, con el 13.18 % de su población en estado de pobreza extrema.
La población del municipio está mayoritariamente alfabetizada (9.16 % de personas analfabetas al año 2010) con un grado de escolarización en torno de los 7 años. Solo el 0.40 % de la población se reconoce como indígena.

### Localidades
En el censo de 2020 el municipio de Angangueo contaba con 20 localidades.
| Código INEGI    | Localidad                     | Población (2020) |
| --------------- | ----------------------------- | ---------------- |
| 160050001       | Mineral de Angangueo          | 3 977            |
| 160050004       | Independencia                 | 1 507            |
| 160050033       | Barrio Sustentable Monarca    | 1 023            |
| 160050010       | La Salud                      | 1 018            |
| 160050006       | Jesús de Nazareno             | 784              |
| 160050009       | La Rondanilla                 | 386              |
| 160050021       | Segundo Cuartel de Rondanilla | 385              |
| 160050014       | Manzana de la Trinidad        | 317              |
| 160050008       | Cañada del Muerto             | 306              |
| 160050020       | Los Mimbres                   | 290              |
| 160050003       | Dolores                       | 242              |
| 160050028       | San Marcial                   | 144              |
| 160050032       | La Calera                     | 111              |
| 160050030       | El Puerto                     | 84               |
| 160050005       | Las Jaras                     | 76               |
| 160050026       | San Antonio                   | 64               |
| 160050025       | Nueva Comunidad El Tigre      | 37               |
| 160050031       | Ampliación Nueva el Pedregal  | 36               |
| 160050029       | Cerro del Melón               | 32               |
| 160050019       | El Llano de las Papas         | 14               |
| Total municipal | Total municipal               | 10 833           |

## Educación y salud
Las unidades médicas en el municipio eran 3, con un total de personal médico de 11 personas.
El 24.7 % de la población de 15 años o más (3910 personas) no había completado la educación básica, carencia social calificada como rezago educativo. El 32 % de la población (5066 personas) no tenía acceso a servicios de salud.

## Economía
Según los datos relevados en 2010, prácticamente la mitad de la población económicamente activa desarrollaba su actividad en industrias manufactureras; en agricultura, ganadería, aprovechamiento forestal, pesca y caza; y en la construcción. Según el número de unidades activas relevadas en 2019, los sectores más dinámicos son el comercio minorista; los servicios vinculados al alojamiento temporal y la elaboración de alimentos y bebidas; y en menor medida la elaboración de manufacturas.

## Áreas naturales protegidas
El municipio se encuentra incluido en la zona que abarca la Reserva de la Biosfera de la Mariposa Monarca.

## Celebraciones
A lo largo del año se desarrollan distintas celebraciones públicas:
- Febrero; Festival de la Mariposa Monarca
- 3 de mayo; Día de la Santa Cruz
- 11 de julio; Día del Minero
- 28 de octubre; Fiesta del Patrono del lugar